# Turnê
Turnê (português brasileiro) ou digressão (português europeu) (derivado do francês tournée) é uma série de apresentações ao vivo de um artista/grupo musical ou de um grupo de artistas (banda musical, companhias teatrais) em diferentes lugares e locais de apresentação, no exterior ou no interior de um país.
O termo também é usado em eventos esportivos disputados regularmente, como, entre outros, na competição ciclística Tour de France. 